# 張遇林
張遇林，明朝政治人物。
洪武元年（1368年），擔任江蘇泰州知州。洪武五年三月，擔任應天府府尹。建文四年，再次擔任應天府府尹。永乐三年，任河南都司指挥佥事。